# Sega Mega Jet
Il Sega Mega Jet (メガ ジェット?, Mega Jetto) è una console portatile prodotta da SEGA in collaborazione con Japan Airlines. Versione portatile del Sega Mega Drive, la console fu distribuita sui voli della compagnia aerea giapponese a partire dal luglio 1993, ma venne successivamente commercializzata nel mercato nipponico a partire dall'anno seguente.
La console non era dotata di uno schermo proprio, ma poteva essere connessa allo schermo a cristalli liquidi presente in ogni sedile, che forniva anche alimentazione alla console (in seguito all'inserimento di un codice). Oltre alla console, la compagnia aerea forniva a noleggio quattro titoli per volo, tra cui figuravano Ayrton Senna's Super Monaco GP II e Sonic the Hedgehog, sebbene ogni passeggero potesse liberamente utilizzare le proprie cartucce del Mega Drive.
Il Sega Mega Jet presentava una croce direzionale e sei pulsanti che richiamavano la configurazione del gamepad del Sega Mega Drive. Era inoltre presente un'entrata per un secondo controller per permettere il gioco in multiplayer.
Il 10 marzo 1994 venne distribuita la versione commerciale della console al prezzo di 15 000 yen. A partire dal Sega Mega Jet venne realizzata una console con lo schermo integrato denominata Sega Nomad, disponibile nel continente americano.